# Primærrute 11
Primærrute 11 er en hovedvejsrute, der går langs den jyske vestkyst fra Sæd ved den tyske grænse til Aalborg.
Primærrute 11 er 349 km, og går fra den tyske grænse syd for Sæd forbi Tønder, Ribe, Varde, Skjern, Spjald, Holstebro, Struer og Thisted. Ruten fortsætter gennem Han Herred til Nørresundby, hvor den slutter ved mødet med frakørsel 10 på E39. Strækningen fra Aabybro til rundkørslen ved Høvejen nær Aalborg Lufthavn er udformet som 2+1-vej, og denne del er fælles for rute 55 og rute 11. Førhen drejde rute 11 mod nord ved Aabybro og fortsatte via Løkken og Hjørring til Frederikshavn, men denne del udgøres nu af primærrute 55 og primærrute 35.
Rute 11 udgør sammen med rute 18, rute 13 og europavej E45 de fire vigtigste nord-sydgående færdselsårer i Jylland. Et alternativ længere mod vest er rute 181, der løber helt ude ved vestkysten.

## Forløb
Primærrute 11 begynder ved grænsen til Tyskland ved Sæd som Sønder Løgum Landevej. På den tyske side af grænsen er vejen en del af Bundesstraße 5 og fører til Husum og Nibøl. Ca. 3 km nord for grænsen har primærrute 8 sit udgangspunkt i en rundkørsel med rute 11. Denne forløber mod øst mod Kruså og Tinglev.
Rute 11 fortsætter øst om Tønder som motortrafikvejen Østre Omfartsvej. Efter at have krydset den lukkede jernbane mellem Tønder og Tinglev kommer man til to sekundærruter, der har ligeledes har deres udgangspunkt i en rundkørsel med rute 11. Mod vest er det rute 419 mod Højer og mod øst er det rute 435 mod Haderslev.
Fra en endnu nordligere rundkørsel med adgang mod Tønder skifter vejen navn til Ribelandevej og bliver til en konventionel landevej igen. Rute 11 går gennem landsbyen Abild og nord herfor har primærrute 25 sit sydlige udgangspunkt i en rundkørsel med rute 11. Denne fører mod Kolding. Nord for Døstrup er det sekundærrute 401 mod Løgumkloster, der har udgangspunkt. Imidlertid har vejen skiftet navn to gange, først til Hovedvejen og siden til Landevejen, og efter krydset med rute 401 skifter vejen navn til Tøndervej. 1½ km nord for Døstrup passerer vejen over Bramming-Tønder-banen, efter de siden Bredebro har kørt parallelt med hinanden.
I Skærbæk skifter vejen navn til Ribevej og drejer mere over i en nordvestlig retning. I byens udkant krydser sekundærrute 175 mod hhv. Rømø og Toftlund. I Brøns drejer ruten igen mod nord og vejen skifter igen navn til Hovedvejen. Senere hedder vejen Rejsby Landevej, Ribevej og Tøndervej inden Ribe nåes.
I Ribes sydlige udkant tilslutter primærrute 24 sig rute 11 i en stor tre-benet rundkørsel med tre shunts, hvor der er forbindelse mod både Haderslev, Aabenraa og Flensborg. Primærruterne forløber på en omfartsvej, Ringvejen, vest om den ældste del af Ribe by og nord for Riberhus krydses Ribe Å. Efter omfartsvejen har sekundærrute 437 mod Rødding udgangspunkt hvorefter vejen skifter navn til Plantagevej, Trojelsvej og Varde Hovedvej. Bramming-Tønder-banen krydser igen vejen inden primærrute 32 mod Kolding har udgangspunkt ved rute 11 og 24 i en rundkørsel.
Fra syd for Gredstedbro, hvor Bramming-Tønder-banen krydses ude af niveau, følger rute 11 og 24 en motortrafikvej frem til de skilles nær Store Darum i et halvt trompetanlæg. Rute 24 fortsætter mod vest til Esbjerg, mens rute 11 går mod nord som motortrafikvejen Varde Hovedvej indtil Bramming. Inden tilslutningen til Bramming krydses Lunderskov-Esbjerg-banen ude af niveau.
Primærrute 11 fortsætter som konventionel landevej under navnene Varde Hovedvej og Ålbæk Hovedvej til et kryds, hvor sekundærrute 191 tilslutter sig primærruten. Mod vest har rute 191 forbindelse mod Esbjerg. De to ruter forløber sammen som Lunde Hovedvej frem til fordelerringen ved Korskro, der ligger over Esbjergmotorvejen (E20). De østlige og vestlige ben i fordelerringen er til- og frakørselsramper til motorvejen, mod hhv. Esbjerg og Kolding. Det nordøstlige ben i fordelerringen er primærrute 30, der begynder her, og sekundærrute 191 mod hhv. Grindsted og Grimstrup. Rute 11 følger det nordvestlige ben i fordelerringen, Ølufvad Hovedvej, der senere skifter navn til Lifstrup Hovedvej og Ribevej.
Syd for Varde møder rute 11 primærrute 12 mod Esbjerg i et signalreguleret kryds. De to primærruter forløber sammen på en motortrafikvej øst om Varde, Østre Omfartsvej. Undervejs er der forbindelse til sekundærrute 475 mod Grindsted i et niveaufrit tilslutningsanlæg. Nord for Varde Å drejer rute 12 mod Herning fra motortrafikvejen i et lignende anlæg. I samme tilslutningsanlæg har både sekundærrute 181 mod Nørre Nebel og sekundærrute 487 mod Grindsted deres udgangspunkt. Kort før dette tilslutningsanlæg krydser motortrafikvejen den vestjyske længdebane. Nord for Varde ophører motortrafikvejen og rute 11 begynder at følge Ringkøbingvej, der ved kommunegrænsen mellem Varde og Ringkøbing-Skjern Kommuner skifter navn til Vardevej.
Syd for Tarm forlader ruten Vardevej for at følge Vestre Kvartersvej vest om byen. På denne vej har sekundærrute 423 mod Nørre Nebel sit udgangspunkt. Kort efter krydser ruten endnu en gang den vestjyske længdebane. Vestre Kvartersvej slutter nord for byen, hvor rute 11 møder primærrute 28 fra Sønder Omme i en rundkørsel. De to ruter fortsætter sammen ad Åboulevarden mod nord frem til syd for Skjern, hvor de begge drejer ud på Ringvejen øst om byen. Kort efter krydses Skanderborg-Skjern-banen. Her har sekundærrute 439 mod Sønder Felding og sekundærrute 467 mod Videbæk deres udgangspunkt i en rundkørsel. Nord for byen fortsætter rute 28 mod nordvest til Ringkøbing, mens rute 11 drejer mod nordøst ad Holstebrovej.
Lige inden rundkørslen, hvor primærrute 11 krydser primærrute 15 mellem Ringkøbing og Herning skifter vejen navn til Brejningvej. Gennem Spjald følger rute 11 Hovedgaden og nord herfor Holstebrovej. Ved kommunegrænsen mellem Ringkøbing-Skjern og Herning Kommuner skifter vejen navn til Skjernvej, hvilket navn vejen beholder frem til Ringvejen i Holstebro.
Ved Holstebro følger primærrute 11 Ringvejen og derved Ring 2 øst om byen. Frem til Viborgvej forløber rute 11 sammen med primærrute 16, der mod vest fører mod Ringkøbing og mod øst mod Viborg. Primærrute 18 mod Herning har sit nordlige udgangspunkt på Ringvejen på strækningen, der er en del af både rute 11 og 16. I den nordlige del af Ringvejen har sekundærrute 189 mod Skive sit sydlige udgangspunkt. Mens rute 11 følger Ringvejen krydses to jernbaner: krydset med rute 18 ligger over Vejle-Holstebro-banen, mens den vestjyske længdebane krydses kort efter krydset med rute 189.
Nord for Nordre Ringvej følger primærrute 11 Struer Landevej i en nordlig retning. Ved kommunegrænsen mellem Holstebro og Struer Kommuner skifter vejen navn til Holstebrovej.
Syd for Struer løber sekundærrute 513 fra Vinderup sammen med primærrute 11 i en rundkørsel, hvor også sekundærrute 509 mod Ringkøbing og Vemb har sit nordlige udgangspunkt. Rute 11 og rute 513 forløber sammen gennem Stuer ad Holstebrovej og Oddesundvej, indtil rute 513 drejer fra nord for byen mod Lemvig. Ved Humlum har sekundærrute 565, ligeledes mod Lemvig, sit østlige udgangspunkt ved rute 11.
Kort efter krydser primærruten Oddesund på Oddesundbroen, hvorefter vejen skifter navn til Hovedvejen. På grænsen mellem Struer og Thisted Kommuner skifter vejen igen navn til Oddesundvej. Ved Ydby har sekundærrute 527 mod Vestervig sit østlige udgangspunkt ved primærruten. Ved Hurup forløber sekundærrute 545 sammen med rute 11 i ca. 1800 m. I det sydlige kryds med rute 545 er der forbindelse mod Nykøbing Mors via Næssund, mens der i det nordlige kryds er forbindelse mod Agger og Vestervig.
Syd for Koldby har sekundærrute 527 mod Agger og Vestervig sit nordlige udgangspunkt. Ved Sundby Thy tilslutter primærrute 26 fra Nykøbing Mors sig rute 11 i et hankeanlæg. Her har sekundærrute 571 mod Stenbjerg også sit østlige udgangspunkt.
Vest for Thisted har sekundærrute 539 mod Vorupør sit østlige udgangspunkt ved de to primærruter. Nord for byen drejer rute 26 mod Hanstholm i en rundkørsel. Strækningen rundt om Thisted er en motortrafikvej. På strækningen mellem Struer og Thisted krydser Thybanen gentagne gange rute 11.
Primærrute 11 fortsætter mod øst ad Aalborgvej. Den drejer dog senere i en nordlig retning og før Østerild til en nordøstlig retning. Efter Østerild slutter primærrute 29 fra Hanstholm sig til rute 11. De to primærruter snor sig gennem Vejlerne, primært i en østlig retning. Vejen skifter senere navn til Bygholmvejlevej.
Syd for Fjerritslev drejer rute 29 fra igen mod syd mod Aars. Ca. 150 m senere har sekundærrute 569 mod Frøstrup sit østlige udgangspunkt. Vest for Fjerritslev følger rute 11 Ålborgvej, Tingskovvej, Møllebakken og Krobakken frem til Brovst, hvor igennem ruten følger Vestergade og Østergade. Frem til Halvrimmen følger rute 11 Thistedvej, der efterfølgende skifter navn til Aalborgvej og Thyvej og efter Arentsminde Røgildvej. Mellem Birkelse og Aabybro følger primærruten Thisted Landevej.
Fra Aabybro følges rute 11 og primærrute 55 fra Løkken ad. De følger Aalborgvej syd om Aabybro og fra kommunegrænsen mellem Jammerbugt og Aalborg Kommuner Thisted Landevej nord om Aalborg Lufthavn og Flyvestation Aalborg og syd om Vadum. Ved lufthavnens nordøstlige hjørne fortsætter rute 55 mod Nørresundby, mens rute 11 følger Høvejen over Vendsysselbanen og gennem Hvorup frem til Bouet. Primærrute 11 følger Thistedgrenen frem til Motorvejskryds Vendsyssel, hvor fra trafikken ledes ad Nordjyske Motorvej (E45) øst om Nørresundby og mod Limfjordstunnelen.

## Fremtid
Som en del af trafikaftalen om bedre mobilitet fra 26. november 2010 besluttede regeringen, Socialdemokraterne, Dansk Folkeparti, SF, Det Radikale Venstre og Liberal Alliance at der skal laves en forundersøgelse om udbygning eller opgradering af primærrute 11 mellem Esbjergmotorvejen ved Korskro (eller via primærrute 24 fra Esbjerg og til Sæd grænse. Udbygning af strækningen til motorvej har også tidligere været nævnt i strategiske analyser om en ny midtjysk motorvejskorridor.
Udbygning til 2+1-vej mellem Korskro og Varde blev igangsat i 2024.
Nord for Varde er Vejdirektoratet i gang med at projektere 400 m dobbeltrettet cykelsti mellem Mejlsvej og Blaksmarkvej. Den vil blive anlagt i 2012 og budgettet er på 3 mio. kr. Ligeledes er direktoratet i gang med at anlægge en dobbeltrettet cykelsti syd for Spjald til 6,4 mio. kr. Der anlægges i 2012 også 500 m dobbeltrettet cykelsti i Nørre Felding til 2,7 mio. kr.
I Holstebro ombygges krydset mellem primærrute 11 og primærrute 18 med bl.a. længere svingbaner for at komme kødannelser til livs. Ligeledes ombygges krydset med Lægårdsvej i byen, da det er udpeget til en sort plet.
Primo 2011 udgav Vejdirektoratet en forundersøgelse om udvidelse af rute 18 mellem Herning og Holstebro til motorvej eller motortrafikvej. I den forbindelse er der også kommet forslag til enten udvidelse af Ringvejen i Holstebro til 4 spor eller anlæg af en motorvej øst om byen. Nu er direktoratet ved at udarbejde en VVM-undersøgelse, hvorefter der skal tages stilling i Folketinget om projektets videre skæbne. Ligegyldigt hvilket alternativ der til sin tid bliver vedtaget vil det få stor indflydelse på rute 11 gennem Holstebro, da trafikmønstret vil ændre sig markant.
Gennem Struer er Vejdirektoratet i øjeblikket ved at trafiksanere primærrute 11 for at gøre det mere sikkert for bløde trafikanter at færdes langs vejen.
På Thyholm har Vejdirektoratet ombygget to kryds i Odby for at forbedre trafiksikkerheden.
I 2009 vedtog regeringen, Socialdemokraterne, Dansk Folkeparti, SF, Det Radikale Venstre og Liberal Alliance trafikaftalen "Aftale om en grøn transportpolitik". Denne indebærer en forundersøgelse af udbygning af primærrute 34 Herning-Skive og primærrute 26 Skive-Hanstholm. En del af denne strækning forløber sammen med primærrute 11 – nærmere bestemt fra Sundby Thy til nord for Thisted. Rapporten forventes at udkomme medio 2011.
Efter ønske fra Jammerbugt Kommune forbedrer Vejdirektoratet cykelforholdende i en kryds på primærrute 11 sydvest for Fjerritslev. Forbedringerne vil gøre det nemmere for cyklister at krydse hovedvejen fra Gøttrupvej. Foranstaltningerne etableres i 2012.
Som led i trafikaftalen om bedre mobilitet fra november 2010 er det besluttet at Vejdirektoratet skal lave en forundersøgelse om etableringen af en omfartsvej ved Brovst. Udover Brovst går primærrute 11 her igennem flere mindre byer, fx Skovsgård, Halvrimmen og Arentsminde. Undersøgelsen udføres i 2011 og 2012.
I mange år har en 3. Limfjordsforbindelse været diskuteret og i juni 2011 udgav Vejdirektoratet en ny VVM-undersøgelse. Ved valg af en vestlig forbindelse vil der blive anlagt et tilslutningsanlæg ved primærrute 11 nord for Nørresundby. Der kan desuden ske ændringer på Høvejens linjeføring i denne forbindelse.
Aalborg Kommune har i flere år ønsket en forlægning af Høvejen nord om Hvorup, evt. i forbindelse med anlægget af den 3. Limfjordsforbindelse eller før.